# Besorolási sémák
A besorolási sémákat érvelések, következtetések elemzésekor, értékelésekor használhatjuk. Érvelésrekonstrukció során a sémák alapján a különböző módokon érvelő következtetéseket kategóriákba sorolhatóak.

## Definíciók
Az első premissza megad egy definíciót, a második pedig valamiről állítja az elsőben meghatározott tulajdonságokat, így a konklúzióban kijelenthető, hogy az említett dolog abba a kategóriába tartozik, ami az első premisszában meg volt határozva.
Példa: 
„A franciák mohók és csak az étel érdekli őket. Ahhoz, hogy magunk mellé állítsuk őket, mindenképpen finomságokkal kell elhalmoznunk őket.”

## Nem-faj érvek
A konklúziót univerzális állításnak tekintjük, mert az érvelés alapja egy egész fajra jellemző tulajdonság.
Példa:
- Ha a lovak szeretik a kockacukrot, biztosan az enyém is megeszi.
- A hüllők mind gerincesek, tehát a krokodilnak is van gerince.

## Rész-egész séma
Az érvelés szinekdoché-szerűen teremt összefüggést egy jelenség (csoport, terület, stb.) és annak egy kiemelt része/szelete között.
Példa:
- Ha ebben az ételben megetted a gombát, az összes ételben megeheted!
- Ha a Fradi megnyerte a bajnokságot, akkor minden csapattag megnyerte a bajnokságot.

## Összehasonlító sémák
- Azonosságot-hasonlóságot felhasználó sémák

Ezen érvek alapja, hogy két tárgyban van egy közös tulajdonság, és emiatt azt állítjuk, hogy más tulajdonságaiknak is meg kell egyezniük. 
Példa: 
„Bodri sem tud másodfokú egyenletet megoldani, és a fűnyíró sem. Úgyhogy mind a kettőt tarthatjuk a spájzban tavaszig.”
- Különbséget felhasználó sémák

Az érvelés alapja, hogy ha egy kategória két elemének tulajdonságai között az egyiké valamiben eltér a másiktól, akkor rá más vonatkozik, mint az utóbbira.
Példa: 
„Ha egy szőke lányt kellene vizsgáztatnom, vele biztosan elnézőbb lennék.”

## Oksági sémák
- Ok-okozati séma

Az érvelés egyszerűen egy ok-okozati kapcsolaton alapszik.
Példa: 
„Ha továbbra is direkt idegesítesz, elküldelek melegebb éghajlatra.”
- Eszköz-cél séma

Az érvelés igazsága egy eszköz és az elérhető cél kapcsolatával magyarázható
Példa: 
„Ez a vizsga minden évben borzasztóan nehéz. Ha gondosan felkészülünk és puskát is írunk, akkor azért át fogunk menni.”

## Ellentétet felhasználó sémák
- Közvetlen ellentét

Az állításban két, egymást kizáró kategóriát különböztetünk meg. 
Példa: 
„Vagy szereted a Túró Rudit, vagy biztosan nem vagy normális.”
- Relatív

Az érvelésben két tárgy viszonyát állítjuk. Ilyenkor a fordított viszont biztos nem lehet igaz.
Példa:
„István magasabb Péternél, tehát Péter biztos nem magasabb Istvánnál.”

## Példát felhasználó sémák
- Induktív példák

- Illusztratív példák

- Autoritást felhasználó példák

Az érvelésben egy személy vagy intézmény hozzáértésére, autoritására hivatkozunk.
Példa: 
„János évek óta lelkes motorozó. Szerinte ez a motor megér másfél millió forintot. Meg is fogom vásárolni ennyiért.”